# فپروست
فپروست (لهستانی: Wprost؛ ‏تلفظ لهستانی: [ˈfprɔst]؛ ‏ معنای تحت‌اللفظی: بی‌پرده، راست‌وار) یک مجله خبری هفتگی لهستانی است که از سال ۱۹۸۲ منتشر می‌شود و دفتر مرکزی آن در پوزنان است. از سال ۲۰۲۰ میلادی، این مجله تنها به صورت نسخهٔ الکترونیک در دسترس است.
ایدئولوژی سیاسی مجله را عموماً راستِ میانه می‌دانند. با این حال بسیاری از روشنفکران چپ‌گرا نیز مقالاتی را در این مجله چاپ کرده‌اند. فپروست خود را یک مجله میانه‌گرا می‌داند.